# 神奈川青年師範学校
神奈川青年師範学校（かながわせいねんしはんがっこう）は1944年（昭和19年）に設立された青年師範学校である。略称は「神奈川青師」。

## 概要
- 1935年設立の神奈川県立青年学校教員養成所の官立移管により設立された。
- 1920年（大正9年）設立の神奈川県立実業補習学校教員養成所を源流とする。
- 学制改革により、新制横浜国立大学学芸学部 （現・教育学部） の母体の一つとなった。
- 同窓会は「友松会」（ゆうしょうかい）と称し、旧制（青師・師範）・新制（学芸学部・教育学部・教育人間科学部）合同の会である。

## 沿革
- 1920年4月： 神奈川県立実業補習学校教員養成所として創立。
  - 県立平塚農業学校（現・神奈川県立平塚農業高等学校）に併設。
  - 修業年限1年の農業科のみ。
- 1930年： 修業年限2年に延長。
- 1935年4月： 神奈川県立青年学校教員養成所と改称。
- 1937年： 平塚市南原の附属農場に寮を設置。
- 1938年4月： 臨時養成科を設置（1年制、農業科・工業科・商業科）。
- 1944年4月： 官立移管され神奈川青年師範学校となる。
  - 本科3年制。
- 1945年7月16日： 平塚空襲で校舎1棟を焼失。
- 1945年10月： 横浜市保土ケ谷区権太坂に移転。
- 1947年4月： 女子部（3年制）を設置。
- 1949年5月： 新制横浜国立大学発足。
  - 神奈川青年師範学校は神奈川師範学校と共に学芸学部の母体として包括された。
- 1951年3月： 旧制神奈川青年師範学校、廃止。

## 校地

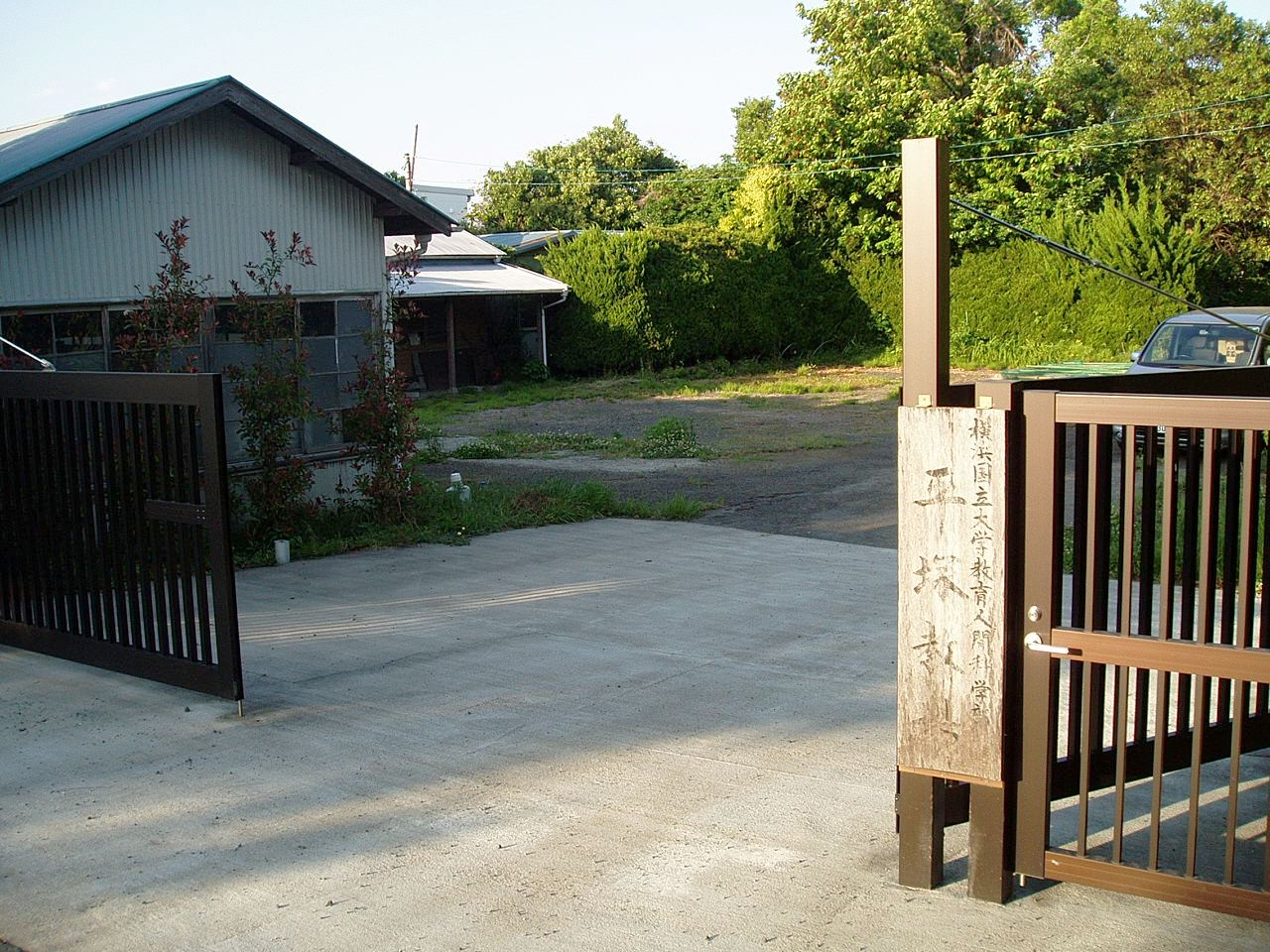
横浜国立大学教育人間科学部 平塚教場入り口（2014年5月）

神奈川青年師範学校は神奈川県立平塚農業学校（平塚市達上ヶ丘）に併設されて発足したが、1945年7月の平塚空襲で校舎を焼失し、横浜市保土ケ谷区権太坂100番地（大東亜錬成院拓南塾跡）に移転した。権太坂校地・平塚農場は後身の横浜国立大学に引き継がれ、借地から国有地となった。権太坂の旧校地は、教育学部（1966年、学芸学部から改称）が常盤台校地に統合移転した頃に神奈川県に売却され、神奈川県立光陵高等学校校地となった。
旧平塚農場は、教育学部（2016年3月まで教育人間科学部）平塚教場として、生物学や生活科教育研究に使用されたが、2018年3月末で廃止された。

## 参考書籍
- 教育学部史編纂委員会（編） 『横浜国立大学教育学部の歩み』 横浜国立大学教育人間科学部、2002年3月。